# سید طه هاشمی
سید طه هاشمی (زاده ۱۳۳۷ در زرند)، روحانی، پزشک، پژوهشگر، سیاستمدار ایرانی و سفیر پیشین جمهوری اسلامی ایران در واتیکان می‌باشد.
وی معاون فرهنگی و دانشجویی دانشگاه آزاد اسلامی،جانشین رئیس شورای عالی ارتباطات و اطلاع‌رسانی دانشگاه آزاد اسلامی، رئیس پژوهشگاه سازمان میراث فرهنگی، صنایع دستی و گردشگری و نماینده قم در دوره پنجم مجلس شورای اسلامی نیز بوده است.

## زندگی
سید طه هاشمی بعد از اتمام دوره دبیرستان در سال ۱۳۵۶ وارد دانشگاه شده و در رشته پزشکی مشغول به تحصیل شد. در خلال تحصیل در دانشگاه به دلیل علاقه به علوم دینی در ساعات فراغت به مطالعه و تحصیل در علوم حوزوی نیز می‌پرداخت. در سال ۱۳۶۷ با درجه دکتری فارغ‌التحصیل دانشگاه علوم پزشکی تهران شده و در سال ۱۳۶۸ برای ادامه تحصیلات حوزوی و انجام طبابت راهی حوزه علمیه قم شد. در همین زمان از رهبر ایران به ریاست مرکز تحقیقات کامپیوتری علوم اسلامی و همچنین به عضویت هیئت مدیره دفتر تبلیغات اسلامی حوزه علمیه قم منصوب گردید.
در سال ۱۳۷۵ از سوی مردم قم به نمایندگی در مجلس شورای اسلامی انتخاب شد و در سال ۱۳۷۶ به عضویت هیئت رئیسه مجلس شورای اسلامی برگزیده شد. هاشمی در کنار مطالعات دینی و تحصیلات حوزوی در فقه و اصول و فلسفه صاحب مقالات متعدد و تألیفاتی در زمینه‌های فرهنگی و سیاسی بوده و همچنین آشنا و صاحب نظر در معماری ایرانی - اسلامی، موسیقی، شعر و ادبیات و سینما است.
وی در سال ۱۳۷۷ مبادرت به انتشار روزنامه انتخاب نموده و صاحب امتیازی و مدیرمسئولی دو روزنامه انتخاب و اخبار امروز را در کارنامه خود دارد. همچنین در خلال فعالیت‌های فرهنگی و اجتماعی عضو هیئت علمی دانشگاه بوده و سال‌ها به تدریس در سطوح مختلف دانشگاهی مبادرت ورزیده است. سید طه هاشمی از جمله روحانیون جریان نواندیشی دینی در ایران است.

### معاونت فرهنگی و دانشجویی دانشگاه آزاد اسلامی
سید طه هاشمی در ۶ مهر ۱۳۹۲ از سوی حمید میرزاده، سرپرست وقت دانشگاه آزاد اسلامی، به عنوان معاون فرهنگی و اجتماعی دانشگاه آزاد اسلامی منصوب شد. همچنین وی به سمت جانشین رئیس شورای عالی ارتباطات و اطلاع‌رسانی دانشگاه آزاد اسلامی نیز منصوب گردید. در۲۲ تیر ماه ۱۳۹۴ و پس از ادغام دو معاونت فرهنگی و معاونت دانشجویی دانشگاه آزاد اسلامی از سوی حمید میرزاده به معاونت فرهنگی و دانشجویی دانشگاه آزاد اسلامی منصوب شد.
طه هاشمی پس سه سال حضور در سمت معاونت فرهنگی و یک سال به عنوان معاونت فرهنگی و دانشجویی در تاریخ ۲۱ اسفند ماه ۱۳۹۵ از این سمت استعفای خود را اعلام نمود و در همان تاریخ حمید میرزاده ریاست وقت دانشگاه آزاد اسلامی با این استعفا موافقت نمود.

## در نگاه دیگران
- در خاطرات منتشر شده اکبر هاشمی رفسنجانی در تاریخ ۲ آبان ۱۳۷۹ آمده است که: «آقای طه هاشمی، [مدیرمسئول روزنامه انتخاب] آمد. منتظر است که یا به عنوان وزیر ارشاد یا به عنوان رئیس سازمان [فرهنگ و] ارتباطات [اسلامی] معرفی شود؛ گویا دچار خوش‌بینی است… از دفتر رهبری گله داشت که در سفر رهبری به قم، برای او دعوتنامه نفرستاده‌اند.»[۷]